# Kinley Dorji
Kinley Dorji (ur. 30 sierpnia 1986) – bhutański piłkarz występujący na pozycji pomocnika, ośmiokrotny reprezentant Bhutanu, grający w reprezentacji od 2005 do 2011 roku.

## Kariera klubowa
Dorji karierę klubową rozpoczął w 2001 roku w rodzimym klubie Thimphu FC. W 2006 roku przeniósł się do klubu Transport United Thimphu, w którym to grał do 2007 roku. Od 2008 roku związany jest z bhutańskim klubem Druk Star Thimphu.

## Kariera reprezentacyjna
Kinley Dorji grał w reprezentacji od 2005 do 2011 roku; rozegrał w reprezentacji 8 oficjalnych spotkań; w żadnym z nich nie udało mu się zdobyć gola.

## Kariera trenerska
Po zakończeniu kariery piłkarskiej rozpoczął karierę szkoleniową. W 2013 prowadził Yeedzin FC, a w 2014 objął stanowisko głównego trenera Ugyen Academy FC.